# گاهشمار بخارا
گاهشماری تاریخ بخارا از کهن‌ترین روزگار تا امروز را دربرمی‌گیرد:  از گواه‌های باستان‌شناسیِ نخستین که یافت شدن سکونتگاهی در این سرزمین را نشان ‌می‌دهد تا به امروز. همچنین برجسته‌ترین فرآیندهای رخ داده در اقتصاد، سیاست و فرهنگ این شهر را فهرست می‌کند.
سده ٥ و ٦ پیش از میلاد : گواه‌های باستان‌شناسی‌ای از وجود سکونتگاهی در سایت بخارا. 
کهن‌ترین لایه‌های فرهنگی از سوی پژوهشگران در گودال‌های قلمرو ارگ و شهرستان بخارا یافت شد.
سدهٔ ٣ پ.م ساخت بخشي از ارگ
٣٢٨ پ.م  آریان در یکی از بازگوئی‌هایی که با سزمین بخارا پیوند داشت از درآمدن اسپیتامن به باگی سخن می‌گوید.
٢٣٠-٢٠٠ پ‌م: پیوست شدن واحه بخارا به پادشاهی یونانی-باختری.
سده ٢ تا ٤: پدیدار شدن گونه‌ای مستقلی از سکه‌ها که فرمانروای بخارا را نشان می‌دهد.
٥٦٠ م نبرد بخارا میان ترکان و ساسانیان در برابر هفتالیان
٥٨٥-٥٨٦ شورش ابرویه، آغاز پادشاهی فرمانروایان ترک در بخارا
سده ٦: ساخت کاخ در ارگ ازسوی بیندو بخارا
٦٧٤ نخستین لشکرکشی اعراب به واحه بخارا
٦٨١  کشته‌شدن بیندو بخارا و پایان پادشاهی دودمان بخاراخدایان در بخارا.
٧٠٦ م. آغاز گشایش سیستماتیک فرارود ازسوی اعراب.
٧٠٩ قتیبه بن مسلم بخارا را گشود و ایوب بن حسن را به جایگاه نخستین امیر عرب بخارا گماشت.
٧٢٨-٧٢٩ م. آزادسازی کوتاه مدت بخارا از دست اعراب
نیمه دوم سده ٨ م. اعراب فرمان‌رانی کامل‌شان را در بخارا استوار کردند
٧٥٠-٧٥١ خیزش شریک در بخارا در برابر اعراب
٧٦٥-٧٦٦ ضرب نخستین فلس فقط با افسانه‌های عربی
٧٧٦ شورش به رهبری هاشم بن حکیم المقنع
٨٠٦-٨١٠  خیزش ضد عرب به رهبری رافع بن لیث
٨٠٩  اعراب بخارا را گرفتند. اعدام برادر رافع بن لیث.
٨٧٤ طاهر بن حسین بخارا را گرفت.
٨٧٤    خیزش بخارا علیه طاهر بن حسین و آغاز پادشاهی امیر اسماعیل سامانی.
٨٩٢ بخارا پایتخت همهٔ فرارود است.
سال‌های پایانی سدهٔ ٩ _ ١٠     ساخت آرامگاه سامانیان.
٩١٤-٩٤٣ پادشاهی  نصر بن احمد سامانی
٩٣٠ خیزش ابوبکر اصفهانی در بخارا علیه نصر بن احمد سامانی.
٩٤٣-٩٥٤ کشمکش‌های درون‌دودمانی هنگام پادشاهی نوح بن نصر
٩٤٣-٩٤٤ نرشخی «تاریخ بخارا» را می‌نویسد.
٩٩٢  بغراخان هارون بن موسی از دودمان قراخانی بخارا را از آن خود کرد.
٩٩٧   نصر بن علی قراخانی بخارا را گرفت.
٩٩٩ سرنگونی دودمان سامانیان در بخارا
١٠٠٥-٩٩٩ تلاش ناکام سامانیان برای بازیابی استقلال و به قدرت رسیدن قراخانیان (١٢١٢-٩٩٩).
سده ١١ و ١٢ :   آغاز بکارگیری لعاب آبی در معماری.
١٠٢٠-١٠٢١  علی تکین قراخان بخارا را به دست آورد.
١٠٣٢ تاختن سپاه غزنویان به رهبری خوارزمشاه به واحه بخارا.
١٠٤١-١٠٤٢ ابراهیم بن نصر قراخانی بخارا را فرمانبردار خویش ساخت.
١٠٤٤/٤٥  کشتار شیعیان در بخارا.
١٠٥٦ همه‌گیری طاعون در فرارود که به بخارا رسید.
١١٠٢-١١٣٠ پادشاهی ارسلان خان محمد قراخانی در بخارا.
١١٢٧ ساخت مناره کلان از سوی ارسلان خان.
١١٤١  صدر عبدالعزیز دودمان برهانیان را که وابسته به قراخانیان بودند پایه‌گذاری کرد.
١٢٠٦/٠٧ خیزش سنجرملک علیه صدرهای بخارا يا برهانیان. صدرها و پشتیبانان‌شان از بخارا بیرون رانده شدند و دارئی‌شان مصادره شد.
پاییز ١٢٠٧ محمد خوارزمشاه با بهره‌وری از نبردهای درونی شهر بخارا, این شهر را گرفت. او کوتاه‌زمانی قدرت صدرها را در بخارا بازگرداند و بعداً این شهر را به خوارزم پیوست کرد.
١٢٢٠ مغولان بخارا شهر را به چنگ آوردند.
١٢٣٨ شورش علیه کشورگشایان مغول به رهبری محمود تارابی.
١٢٥٨ بازدید برکه خان از بخارا.
١٢٦٢-١٢٦٣ نخستین درگیری لشگری میان برکه خان و هولاکو خان.
دهه ٣٠-٦٠ سده ١٣ میلادی:  آغاز بهبود اقتصادی در بخارا.
١٢٦٢-١٢٦٤ بازگشت آلگوی چغتائی از سرزمین موروثی‌اش بخارا 
بازدید برادران پولو از بخارا

١٢٧٣ هولاکوئیان بخارا را به چنگ آوردند.
١٣١٦ واپسین ویرانی بخارا از سوی مغولان
دهه ١٣٢٠ انجام اصلاحات پولی از سوی کبک خان.
سده ١٥ پادشاهی تیمور و تیموریان، از سرگیری ساخت مسجد کلان در زمان پادشاهی تیموریان.
١٣٤٨ ساخت آرامگاه چشمه ایوب. 
١٤٠٤ بازدید سفیر اسپانیایی دربار تیمور روئی گونزالس د کلاویخو از بخارا.
١٤١٧-١٤١٨ ساخت مدرسه از سوی الغ‌بیگ در بخارا.
١٤٢١ الغ‌بیگ سفیر تبت را در بخارا پذیرا شد.

### ١٥٠٠ تا ١٩٠٠
١٥٠٠  محمد شیبانی بخارا را به دست آورد و پادشاهی دودمان شیبانیان ازبک آغاز شد (و تا سال ١٥٩٩ پابرجا بود)
١٥٠٠-١٥٠٤ فرمانروایی خاص محمود سلطان در بخارا.

١٥١٠ مرگ محمد شیبانی.
١٥٣٣ آغاز دوره ٦ ساله پادشاهی عبیدالله‌خان
١٥١١ بابر به گونه‌ای گذرا به بخارا دست یافت.
١٥٣٠-١٥٣٦ ساخت مدرسه میرعرب ازسوی عبیدالله خان.
١٥٣٣-١٥٤٠ عبیدالله خان - فرمانروای خانات بخارا
١٥٣٣ بخارا پایتخت همه فرارود است.
١٥٣٥ پایه‌گذاری سفارت عبیدالله خان در استانبول.
١٥٤٠-١٥٥٠ پادشاهی پسر عبیدالله‌خان یعنی عبدالعزیزخان در بخارا
١٥٥١-١٥٥٣ بخارا به سرزمین‌های یارمحمدسلطان پیوست.
١٥٥١ تلاش ناکام فرمانروای تاشکند نوروز احمد خان برای گرفتن بخارا
١٥٥٥ نوروز احمد خان به بخارا تاخت: محاصره شهر
١٥٥٦ تلاش فرمانروایان خاص اخسیکت و اندیجان برای گرفتن بخارا
١٥٥٧-١٥٦٠ پادشاهی عبدالله خان دوم به نمایندگی از عمویش پیرمحمد خان
١٥٥٨ آمدن نماینده شرکت بازرگانی انگلیسی آنتونی جنکینسون به بخارا.
١٥٦٠-١٥٨٣ پادشاهی عبدالله خان دوم به‌نمایندگی از پدرش اسکندرخان.
١٥٦٠ برپایی گردایهٔ معماری آرامگاه چهاربکر.
١٥٦٢ گسیل شدن سفیر عبدالله خان دوم در روسیه به دربار ایوان مخوف.
١٥٧٦ همه‌گیری وبا در بخارا.
١٥٧٢ گسیل شدن نخستین گروه دیپلماتیک عبدالله خان دوم (زیر رهبری خواجه آلتامیش) به هند به دربار اکبرشاه.
١٥٧٤ درآمدن کاروان بازرگانی زاخاری بوگدانوف و کارمندان برادران استروگانف به بخارا.
‌١٥٧٥ گسیل شدن نخستین سفیر عبدالله خان دوم در امپراتوری عثمانی به دربار مراد سوم.
١٥٧٧ گسیل شدن دومین گروه دیپلماتیک عبدالله خان دوم به رهبری عبدالرحیم به هند با پیشنهاد بخش کردن سرزمین ایران.
١٥٨١/١٥٨٢ گسیل شدن دومین سفیر عبدالله خان دوم در امپراتوری عثمانی.
١٥٨٣ عبدالله خان دوم رسما رئیس دولت شد
١٥٨٤ گسیل شدن گروه دیپلمتیک دیگر عبدالله‌خان دوم به هند به رهبری میر کوریش
١٥٨٥ گسیل شدن گروه دیپلماتیک امپراتوری عثمانی به بخارا به رهبری مصطفی چاووش با پیشنهاد سازماندهی تاخت‌وتاز به خراسان.
١٥٨٦ گسیل شدن گروه دیپلماتیک هند به بخارا به رهبری حکیم خمام و صدر جهان
١٥٨٧ گسیل شدن سفیر دیگر عبدالله‌خان دوم به امپراتوری عثمانی با این پیشنهاد که با هم به روسیه لشکرکشی کنند.
١٥٨٩ گسیل شدن سفیر دیگر عبدالله‌خان دوم به امپراتوری عثمانی.
١٥٩٠ گسیل شدن سفیر دیگر عبدالله‌خان دوم در هند به رهبري فردی به‌نام حسین
١٥٩٠ گسیل داشتن سفیر دیگر عبدالله‌خان دوم به امپراتوری عثمانی و همچنین فرستاده شدن دیپلمات‌های امپراتوری عثمانی به بخارا به رهبری صلاح شاه.

## بن‌مایه
- همکاری‌کنندگان ویکی‌پدیا، «Хронология истории Бухары»، ویکی‌پدیای روسی، دانشنامهٔ آزاد (بازیابی ۲۷ فروردين ۱۴۰۲)